# Dendrortyx leucophrys
Dendrortyx leucophrys е вид птица от семейство Odontophoridae.

## Разпространение
Видът е разпространен в Гватемала, Коста Рика, Мексико, Никарагуа, Салвадор и Хондурас.